# Demokratische Erziehung (Zeitschrift)
Demokratische Erziehung war der Titel einer Zeitschrift, die von 1975 bis 1989 zweimonatlich im Kölner Pahl-Rugenstein Verlag erschien.

## Geschichte
Die Zeitschrift Demokratische Erziehung, die Beiträge aus der Bildungspolitik, Erziehungswissenschaft, Psychologie und Unterrichtspraxis veröffentlichte, wurde 1975 gegründet. Ein besonderer Themenbereich befasste sich mit den Konsequenzen aus dem Radikalenerlass.
Herausgeber waren u. a. Georg Auernheimer, Frank Benseler, Dankwart Danckwerts, Helga Deppe-Wolfinger, Walter Fabian, Horst Hensel, Wolfgang Jantzen, Annette Kuhn, Wolfgang Popp und Ottmar Vorländer. In der Redaktion tätig waren Karl-Heinz Heinemann und Werner Rügemer.
Im Jahr 1988 erfolgte eine Umbenennung der Zeitschrift in den Titel Päd. extra & demokratische Erziehung. Nach dem Konkurs des Pahl-Rugenstein Verlages erschien die Zeitschrift bis 1991 im Extra-Verlag mit dem Geschäftssitz in Wiesbaden.

## Quelle
- Mathias Jung (Hrsg.): Für eine bessere Republik. Eine Lesebuch des Pahl-Rugenstein Verlages 1957–1987. Mit einem Vorwort von Paul Neuhöffer. Pahl-Rugenstein Verlag, Köln 1987, ISBN 3-7609-1169-2, S. 473f.